# New Lexington
New Lexington é uma cidade localizada no estado norte-americano de Ohio, no Condado de Perry.

## Demografia
Segundo o censo norte-americano de 2000, a sua população era de 4689 habitantes.
Em 2006, foi estimada uma população de 4617, um decréscimo de 72 (-1.5%).

## Geografia
De acordo com o United States Census Bureau tem uma área de
6,0 km², dos quais 6,0 km² cobertos por terra e 0,0 km² cobertos por água. New Lexington localiza-se a aproximadamente 254 m acima do nível do mar.

## Localidades na vizinhança
O diagrama seguinte representa as localidades num raio de 16 km ao redor de New Lexington.